# Saint-Vincent-les-Forts
Pour les articles homonymes, voir Saint-Vincent.
Saint-Vincent-les-Forts est une ancienne commune française, située dans le département des Alpes-de-Haute-Provence en région Provence-Alpes-Côte d'Azur. Elle est une commune déléguée de Ubaye-Serre-Ponçon à la suite de sa fusion le 1er janvier 2017 avec la commune de La Bréole pour former la commune nouvelle de Ubaye-Serre-Ponçon.
Ses habitants sont appelés les Pangauniers et Pangaunières.

## Géographie

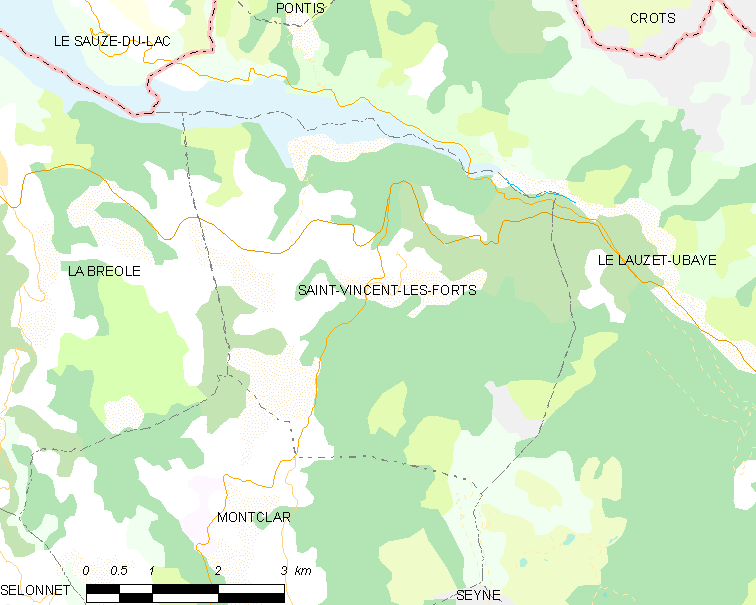
Saint-Vincent-les-Forts et les communes voisines (Cliquez sur la carte pour accéder à une grande carte avec la légende).

Le village est placé à 1 300 m d’altitude, au carrefour des routes de Barcelonnette et d’Embrun, sur un promontoire dominant le lac de Serre-Ponçon.
Son site était vanté dans les années 1930

### Géologie
Lors des deux dernières grandes glaciations, la glaciation de Riss et la glaciation de Würm, la commune est entièrement recouverte par le glacier de la Durance.

### Relief
- col Saint-Jean ;
- sommet de Dormillouse (2 505 m).

### Environnement
La commune compte 1 035 ha de bois et forêts, soit 45 % de sa superficie.

### Risques naturels et technologiques
Aucune des 200 communes du département n'est en zone de risque sismique nul. Le canton du Lauzet-Ubaye auquel appartient Saint-Vincent-les-Forts est en zone 1b (sismicité faible) selon la classification déterministe de 1991, basée sur les séismes historiques, et en zone 4 (risque moyen) selon la classification probabiliste EC8 de 2011. La commune de Saint-Vincent-les-Forts est également exposée à quatre autres risques naturels :
- avalanche ;
- feu de forêt ;
- inondation ;
- mouvement de terrain.

La commune de Saint-Vincent-les-Forts est de plus exposée à un risque d'origine technologique, celui de transport de matières dangereuses par route. Les routes départementales RD 900 (ancienne route nationale 100), RD 900b (ancienne route nationale 100b) et la RD 954 (ancienne route nationale 854) peuvent être empruntées par les transports routiers de marchandises dangereuses.
Aucun plan de prévention des risques naturels prévisibles (PPR) n'existe pour la commune et le Dicrim n'existe pas.
Dans la liste qui suit, figurent les tremblements de terre fortement ressentis dans la commune. Ils dépassent une intensité macro-sismique ressentie de V sur l'échelle MSK (dormeurs réveillés, chutes d'objets). Les intensités indiquées sont celles ressenties dans la commune, l'intensité peut être plus forte à l'épicentre :
- le séisme du 22 mars 1949, avec une intensité ressentie de VI et un épicentre situé dans la commune du Lauzet[10],
- le séisme du 7 août 1974, avec une intensité ressentie de V et un épicentre également situé dans la commune du Lauzet pour épicentre[11].

### Toponymie
Le nom du village apparaît pour la première fois vers 1200 (Castrum Vincentii), d’après le nom de saint Vincent de Saragosse sous sa forme occitane, qui a été francisé par la suite. Le nom est devenu ensuite Saint-Vincent-du-Lauzet jusqu’en 1923,.
Le nom du sommet de Dormillouse fait référence à la taupe ou à la marmotte, selon le couple Fénié.

## Histoire

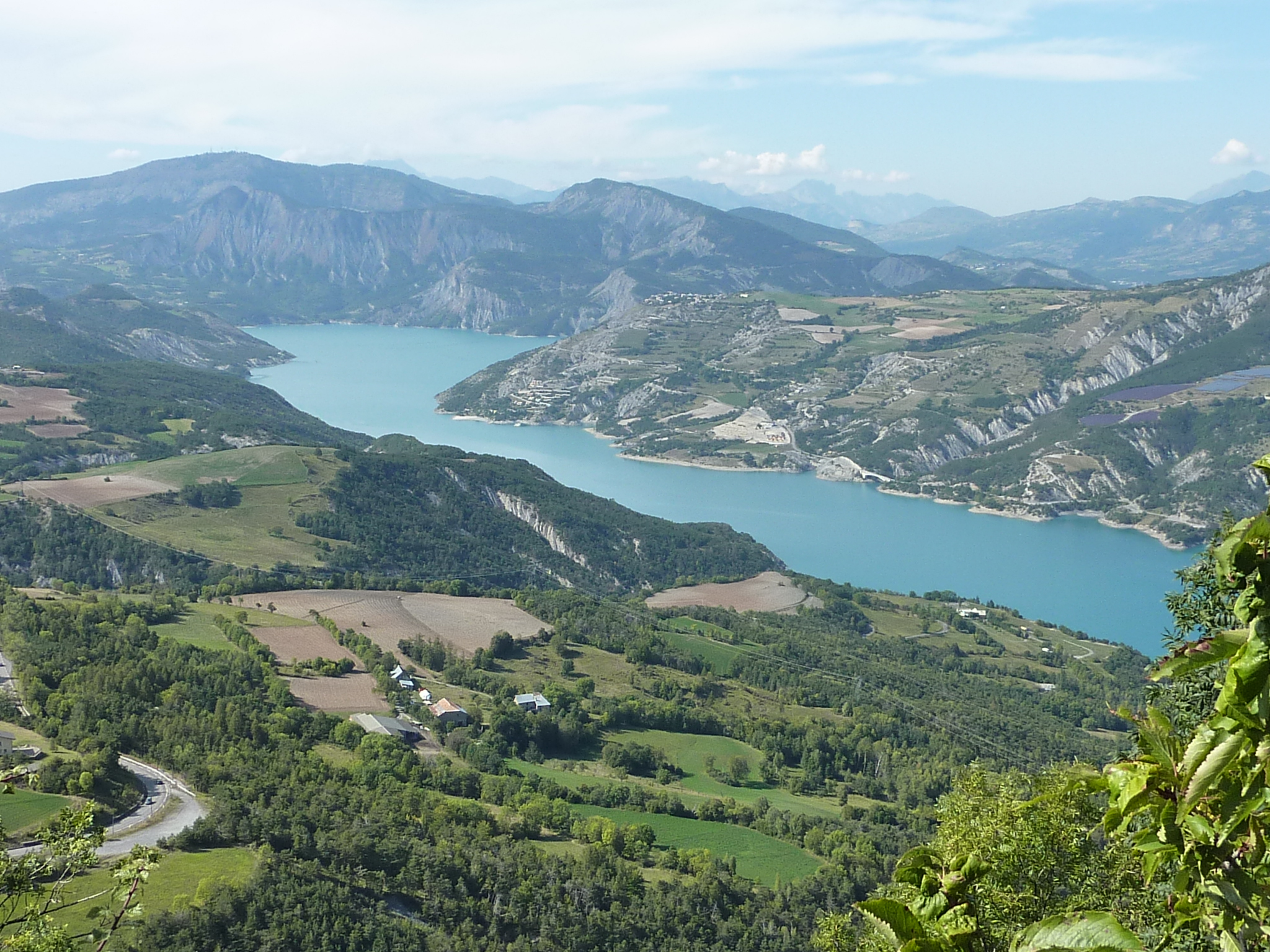
Lac de Serre-Ponçon à Saint-Vincent-les-Forts

Saint-Vincent-les-Forts et la basse vallée de l’Ubaye ont toujours été un passage important. De nombreuses découvertes de pièces romaines attestent de ce transit régulier. Gilles Perdreau cite 750 pièces découvertes dans cette seule zone.
À la fin du Ier siècle avant notre ère, Saint-Vincent-les-Forts fait partie du royaume de Suze gouverné par le roi Ligure Donnus.
C’est à Cottius, (le fils de Donnus) que l’on doit la première route structurée : ce sera la mystérieuse voie Lictia donnant accès aux Alpes en passant par Saint-Vincent-Les-Forts, après s’être raccordée à la voie Domitia au niveau de Gap.
Au Moyen Âge et jusqu’à la fin de l’Ancien Régime, la communauté de Saint-Vincent relevait de la baillie de Seyne.
Dès 1192, l’histoire écrite garde la trace de la présence d’un château et en 1237 Raymond-Béranger entretien un châtelain armé auquel il donne les droits féodaux sur Saint-Vincent. Ce qui devait être une tour fortifiée sera commandé pendant des siècles par un « capitaine châtelain de la Tour de Saint-Vincent » officiellement nommé par les comtes de Provence puis à partir de 1481 par les rois de France.   
En 1206, une partie du territoire actuel de la commune est englobé dans la commanderie Hospitalière de Pinaudier dont la mission première était de contrôler le col Saint-Jean, passage important vers la Provence.
La mort de la reine Jeanne Ire ouvre une crise de succession à la tête du comté de Provence, les villes de l’Union d'Aix (1382-1387) soutenant Charles de Duras contre Louis Ier d'Anjou.
La communauté de Saint-Vincent soutient les Duras jusqu’en 1386, puis change de camp pour rejoindre les Angevins grâce aux négociations patientes de Marie de Blois, veuve de Louis Ier et régente de leur fils Louis II. Ce changement de camps eu des conséquences directes sur la communauté car malgré la demande expresse de la Régente Marie de Blois de remettre en état de la Tour fortifiée, le village est attaqué et pris par les troupes napolitaines du clan Duras. On peut penser que l’union d’Aix a également pu jouer un rôle dans le retournement de la communauté.
La conséquence ce cette crise fait qu’en 1388, la Vallée de Barcelonnette et le Comté de Nice se donnent volontairement au comte de Savoie, Amédée VII. C’est la dédition. Saint-Vincent devient une zone frontière entre la Provence et Savoie. Cette frontière est matérialisée par le défilé du Pas de la Tour, alors réputé infranchissable par les troupes car il fallait franchir les fameux « Tourniquets » sentier escarpé taillé dans la falaise du Lauzet. La Tour de Saint-Vincent devient ainsi la première défense militaire de la frontière Provençale.
Sa situation sur un carrefour stratégique entre Comté de Savoie, Provence et Dauphiné lui valut l’occupation piémontaise en 1690, lors du siège de Seyne. Pendant cet épisode, les Piémontais s’installent dans l’église de Saint-Vincent et de là terrorisent le pays. C’est finalement l’hiver qui les incite à rentrer chez eux en décembre, mais avant de partir, incendient Saint-Vincent.
Rebelote et 10 de der' en septembre 1692. Les Piémontais se saisissent d’Embrun et brûlent Gap mais, confrontés aux premières neiges, doivent rapidement faire demi tour pour repasser les Alpes afin de ne pas être bloqués par l’hiver. Sur le chemin du retour (par l’actuel col de Larche via le col de Vars), des mercenaires allemands dévalent de Pontis vers le village d’Ubaye pour faire une incursion en Provence. Le gouverneur de Seyne fait alors brûler le pont d’’Ubaye et couper les cordes des bateaux qui traversaient la Durance, bloquant ainsi l’ennemi. Saint Vincent est sauvée.
Ces invasions Piémontaises seront une alerte pour Louis XIV qui demandera à Vauban de fortifier la frontière avec la Savoie, créant ainsi le premier plan de défense de l’Ubaye : Montdauphin pour protéger le col de Vars, Saint-Vincent tourné vers la Durance (car la falaise du Lauzet était réputée infranchissable par les troupes). Sur les ruines de l’antique Tour de Saint-Vincent, Vauban fait ainsi construire un fort qu’il armera avec une compagnie de l’hôtel royal des Invalides de Paris. 
Louis XIV profite aussi, sur la demande pressante de Berwick (qui y voit un intérêt stratégique majeur) d’englober la vallée de Barcelonnette à la France. Ce sera chose faite en 1713 lors du traité d’Utrecht. De poste frontière le fort de Saint-Vincent devient simple garnison. Le roi en profite pour faire évoluer la fonction de « capitaine chatelain de la Tour de Saint-Vincent ». Voulant nommer (comme sur le reste de son royaume) un commandant militaire sur ce territoire nouvellement intégré, il crée la fonction de « commandant pour sa majesté au fort de Saint-Vincent et dans la vallée de Barcelonnette ». 
Durant la Révolution française, pour suivre le décret de la Convention du 25 vendémiaire an II invitant les communes ayant des noms pouvant rappeler les souvenirs de la royauté, de la féodalité ou des superstitions, à les remplacer par d'autres dénominations, la commune change de nom pour Vincent-la-Lauze ou Mont-Clocher, pour être encore rebaptisée Montrocher ci-devant Saint-Vincent. En 1801 la commune devient Saint-Vincent-du-Lauzet.
Le coup d'État du 2 décembre 1851 commis par Louis-Napoléon Bonaparte contre la Deuxième République provoque un soulèvement armé dans les Basses-Alpes, en défense de la Constitution. Après l’échec de l’insurrection, une sévère répression s’abat sur ceux qui se sont levés pour défendre la République, dont un habitant de Saint-Vincent-du-Lauzet.
En 1901, un bâtiment loué à l'État comme bureau de poste est construit au chef-lieu de Saint-Vincent par Joseph FRANGI, entrepreneur de travaux publics à Selonnet.
La commune de Saint-Vincent-les-Forts est durement touchée par la Première Guerre mondiale. Le 157e régiment d’infanterie est alors basé dans le fort de Saint-Vincent. En août 1914, le régiment embarque à la gare de Prunières, destination Belfort où il est engagé à Menil-sur-Belvitte. Lors des premiers échanges, 49 Ubayens tombent . La guerre fera perdre au village 21 de ses fils.
Une souscription publique est lancée afin de financer la construction de deux monuments aux morts, un au Lautaret, et l’autre à l’entrée du village de Saint-Vincent. Le monument du Lautaret sera inauguré le 18 décembre 1921 par son maire, le docteur Louis Émile Lautaret.
Une autre souscription, de fin 1919 à 1921, a lieu dans toute la vallée de l'Ubaye et permet de financer un monument dédié aux 509 morts de la vallée, érigé à Barcelonnette par Paul Landowski et inauguré en août 1923. Ce monument sera surnommé « le calendrier des postes » par les Ubayens.
Le 22 septembre 1923, la commune est renommée Saint-Vincent-les-Forts par décret du Président de la République.
Au début de la Seconde Guerre mondiale, une compagnie spéciale de passage pour militaires français (prison pour militaires suspects à un titre ou à un autre, mais généralement pour ceux dont l’idéologie est suspecte du point de vue du gouvernement, et généralement des communistes) est implantée à Saint-Vincent-les-Forts,. Jean Giono, arrêté le 27 septembre 1944 à Manosque y sera interné jusqu’au 31 janvier 1945. C’est lui qui, emprisonné à Digne demande à être transféré à Saint-Vincent-les-Forts. Il y écrira ses carnets de captivité qui seront illustrés par un codétenu. 
Jusqu’au milieu du XXe siècle, la vigne était cultivée à Saint-Vincent-les-Forts, uniquement pour l’autoconsommation. Cette culture a depuis été pratiquement abandonnée, et en 2005, les surfaces plantées en vigne étaient relictuelles.
Depuis janvier 2017, Saint-Vincent-les-Forts est devenue une commune déléguée de la commune nouvelle Ubaye-Serre-Ponçon, associant son destin avec sa voisine La Bréole.

## Politique et administration

### Municipalité
| Période                                  | Période                       | Identité                        | Étiquette | Qualité                                      |
| ---------------------------------------- | ----------------------------- | ------------------------------- | --------- | -------------------------------------------- |
| mai 1945                                 |                               | Joseph Michel                   |           |                                              |
|                                          |                               |                                 |           |                                              |
| 1971                                     | 1983                          | Georges Jarjayes                | PS        |                                              |
| 1983                                     | 1989                          | Maryse Michel[réf. nécessaire]  |           |                                              |
| 1989                                     | 2001                          | Pierre Richaud[réf. nécessaire] |           | Médecin                                      |
| mars 2001                                | avril 2014                    | Philippe Jaunay                 |           |                                              |
| avril 2014                               | En cours (au 21 octobre 2014) | Guy Kletty,                     |           | Retraité, ancien maire d'Aubure en 1986-1995 |
| Les données manquantes sont à compléter. |                               |                                 |           |                                              |

## Population et société

### Enseignement
La commune est dotée d’une école primaire.

### Démographie
En 2014, Saint-Vincent-les-Forts comptait 347 habitants. À partir du XXIe siècle, les recensements réels des communes de moins de 10 000 habitants ont lieu tous les cinq ans (2006, 2011, 2016, etc. pour Saint-Vincent-les-Forts). Depuis 2004, les autres chiffres sont des estimations.
| 1315     | 1471    | 1765 | 1793 | 1800 | 1806 | 1821 | 1831 | 1836 | 1841 |
| -------- | ------- | ---- | ---- | ---- | ---- | ---- | ---- | ---- | ---- |
| 112 feux | 51 feux | 643  | 596  | 514  | 637  | 473  | 626  | 769  | 242  |

| 1846 | 1851 | 1856 | 1861 | 1866 | 1872 | 1876 | 1881 | 1886 | 1891 |
| ---- | ---- | ---- | ---- | ---- | ---- | ---- | ---- | ---- | ---- |
| 708  | 679  | 617  | 614  | 553  | 521  | 529  | 534  | 485  | 566  |

| 1896 | 1901 | 1906 | 1911 | 1921 | 1926 | 1931 | 1936 | 1946 | 1954 |
| ---- | ---- | ---- | ---- | ---- | ---- | ---- | ---- | ---- | ---- |
| 563  | 544  | 471  | 491  | 385  | 330  | 327  | 333  | 289  | 249  |

| 1962 | 1968 | 1975 | 1982 | 1990 | 1999 | 2006 | 2014 | - | - |
| ---- | ---- | ---- | ---- | ---- | ---- | ---- | ---- | - | - |
| 221  | 215  | 185  | 195  | 168  | 203  | 249  | 347  | - | - |

L’histoire démographique de Saint-Vincent, après la saignée du XVe siècle et le lent mouvement de croissance allant jusqu’au début du XIXe siècle, est marquée par une période d’« étale » où la population reste stable à un niveau élevé. Cette période dure peu, de 1836 à 1846. L’exode rural provoque ensuite un mouvement de perte de population de longue durée. Dans les années 1920, la commune enregistre la perte de plus de la moitié de sa population par rapport au maximum historique. Le mouvement de perte se poursuit jusqu’à la fin des années 1980. Depuis, le mouvement de croissance a repris.

### Manifestations culturelles et festivités

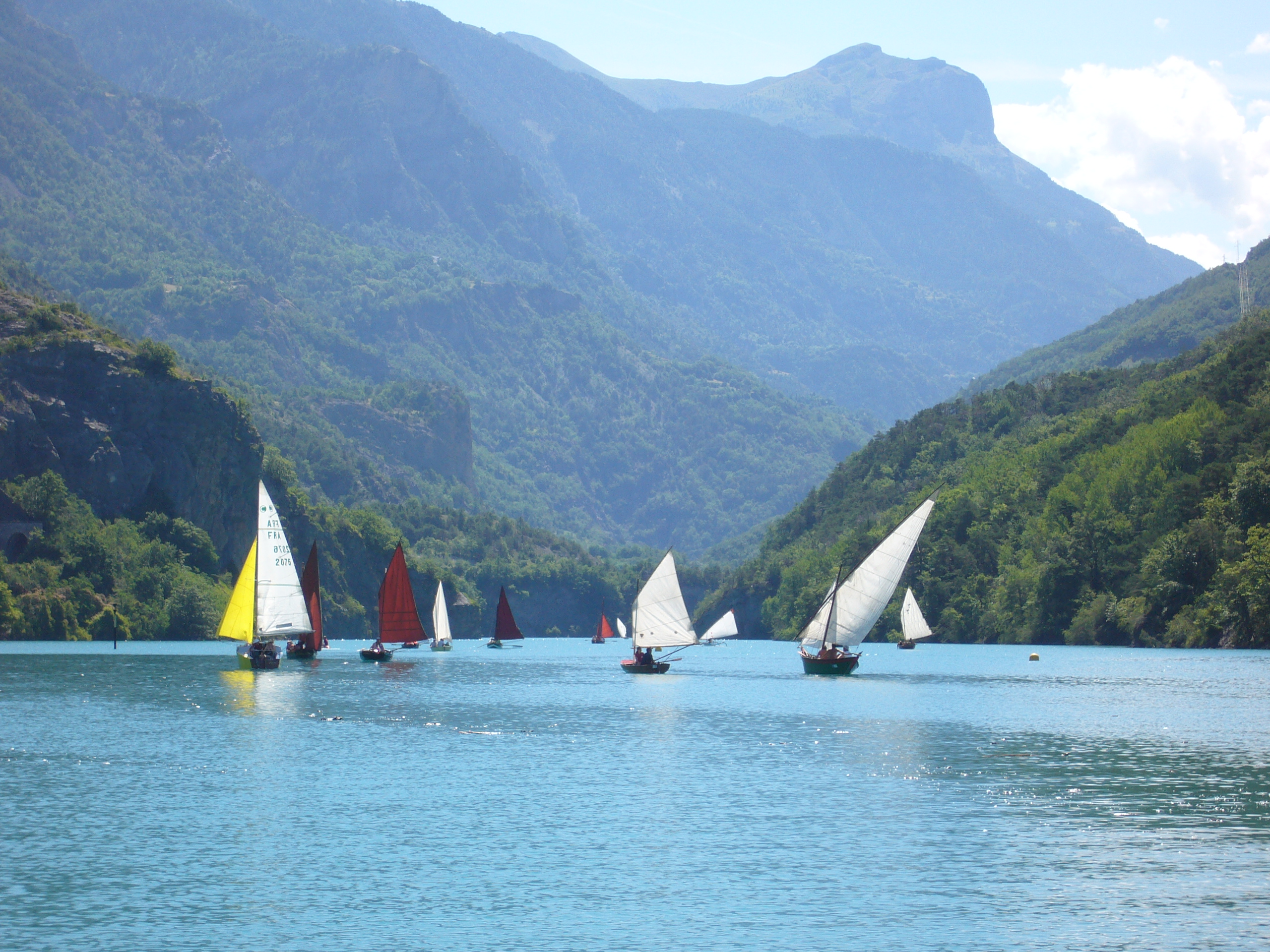
Les Voiles d'en-haut.

Tous les deux ans les Voiles d'en-haut rassemblent sur le lac pendant deux jours des bateaux venus spécialement de la mer Méditerranée. 

## Économie
La commune offre un site de décollage-atterrissage de aux parapentes qui permet de survoler son fort et le lac.

Le camping municipal est en délégation de service public, concédée à la société Campéole, au bord du lac de Serre-Ponçon. Le camping du Lac est classé trois étoiles.

## Lieux et monuments
L’importance stratégique du carrefour a valu à Saint-Vincent-les-Forts de nombreuses fortifications au cours des siècles : batteries, redoutes, forts. Les principales sont :
- le fort de Saint-Vincent, construit par Guy de Richerand entre 1693 et 1700 sur l’emplacement d’une fortification médiévale, suivant les plans de Vauban. Le fort est modifié au début du XVIIIe siècle, puis renforcé après 1873[42] par le système Séré de Rivières. Il est baptisé fort Joubert en 1887[43]. Depuis 1994, il est classé[44].

- la redoute (1879-1883), voulue par Séré de Rivières, baptisée fort Chaudon en 1881 ;
- la Tour Vauban, dite tour à hourds[45], construite sur un escarpement (le Rocher de Guerre) par Richerand en 1696, en défense avancée vers le nord ;
- la batterie du Châtelard (1883-1885), en maçonnerie, qui battait la vallée de l’Ubaye et était protégée par une crête d’infanterie située plus haut ;
- la batterie du Colbas (1883-1887), qui protège les arrières de l’organisation défensive de l’Ubaye ;
- la caserne Courtigis, au Chaudon, qui logeait les troupes mobiles et les garnisons des défenses détachées.

Autres monuments :
- église Saint-Vincent (XVIe siècle), avec une nef en berceau plat. La double abside est désaxée[46] ;
- église Notre-Dame-de-l’Assomption au Lautaret, érigée en paroisse au début du XIXe siècle mais qui existait déjà auparavant[16],[13] ;
- chapelles au Bronsinq, aux Berlies, aux Rollands[16].

## Personnalités liées à la commune
- Aimé Michel (1919-1992), philosophe, écrivain et ufologue. Il est né, a vécu et est mort à Saint-Vincent-les-Forts.

## Héraldique
| Blason de Saint-Vincent-les-Forts | Blason  | De sinople à une montagne d'argent, accostée de la lettre S d'or à dextre et de la lettre V du même à senestre. |
| Blason de Saint-Vincent-les-Forts | Détails | Le statut officiel du blason reste à déterminer.                                                                |